# Facel Vega Facel II

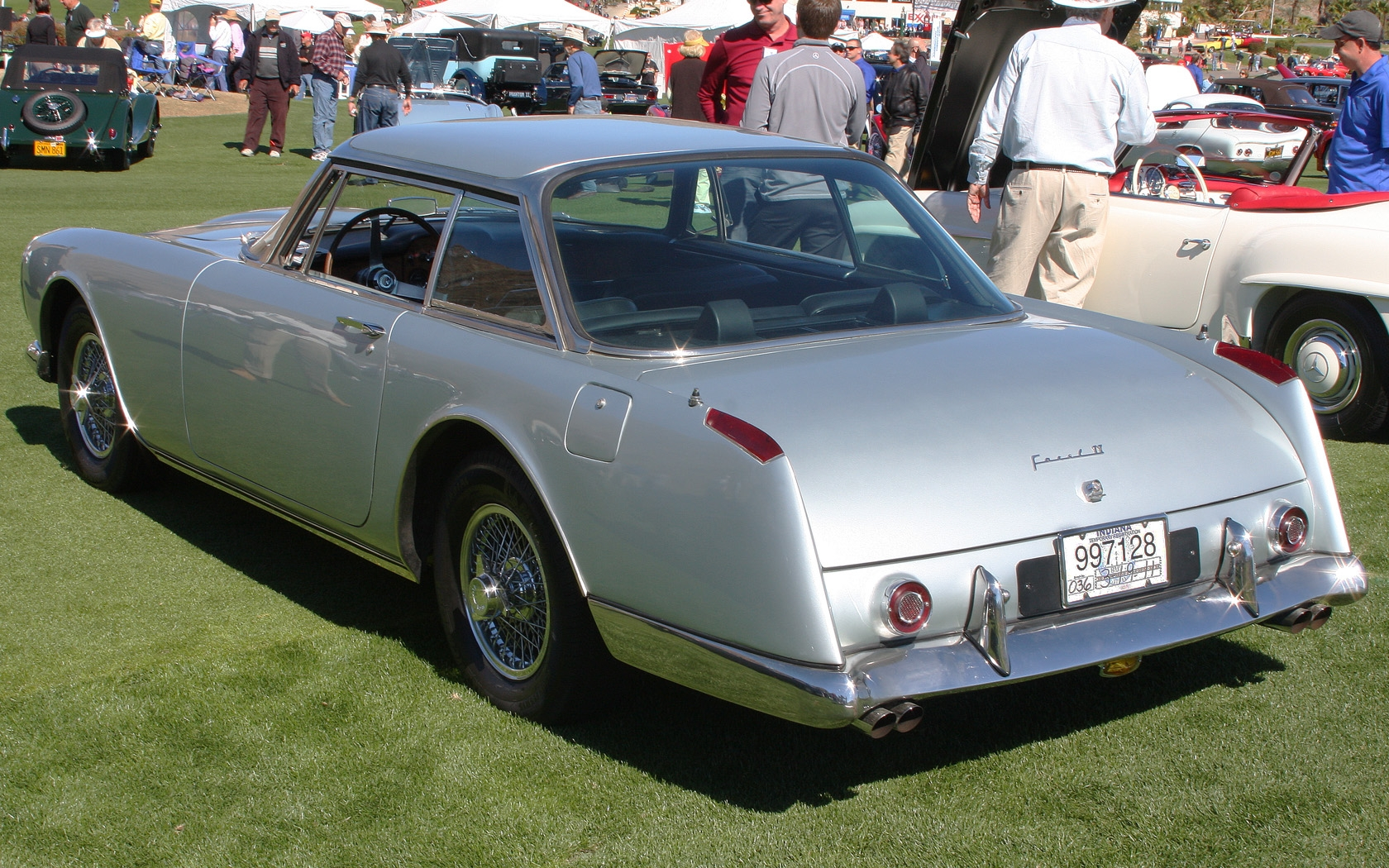
Facel Vega Facel II (1962, Heckansicht)

Der Facel Vega Facel II (Typ HK2) ist ein luxuriöser GT-Sportwagen, den der französische Automobilhersteller Facel S.A. von 1961 bis 1964 baute.
Der Wagen war der Nachfolger des Coupés HK 500 und wurde von der internationalen Fachpresse als schönster Nachkriegswagen Frankreichs und als schnellstes, viersitziges Coupé der Welt angesehen.
Er wurde im Oktober 1961 auf der Mondial de l’Automobile de Paris vorgestellt und sehr enthusiastisch betrachtet. Die Besucher verglichen ihn mit den Schöpfungen der besten italienischen Designer. Seine Eleganz beruht größtenteils auf seinem abgesenkten Dach, das dem Facel II eine niedrige und rasante Silhouette verleiht. Ab Dezember 1961 wurde er produziert.

## Design
Das Design des Facel II orientierte sich grundsätzlich an seinen Vorgängermodellen. Allerdings hatte er keine Panoramascheibe mehr, und die Frontpartie trug profilierte Hauptscheinwerfer von Marchal-Mégalux.

## Technik

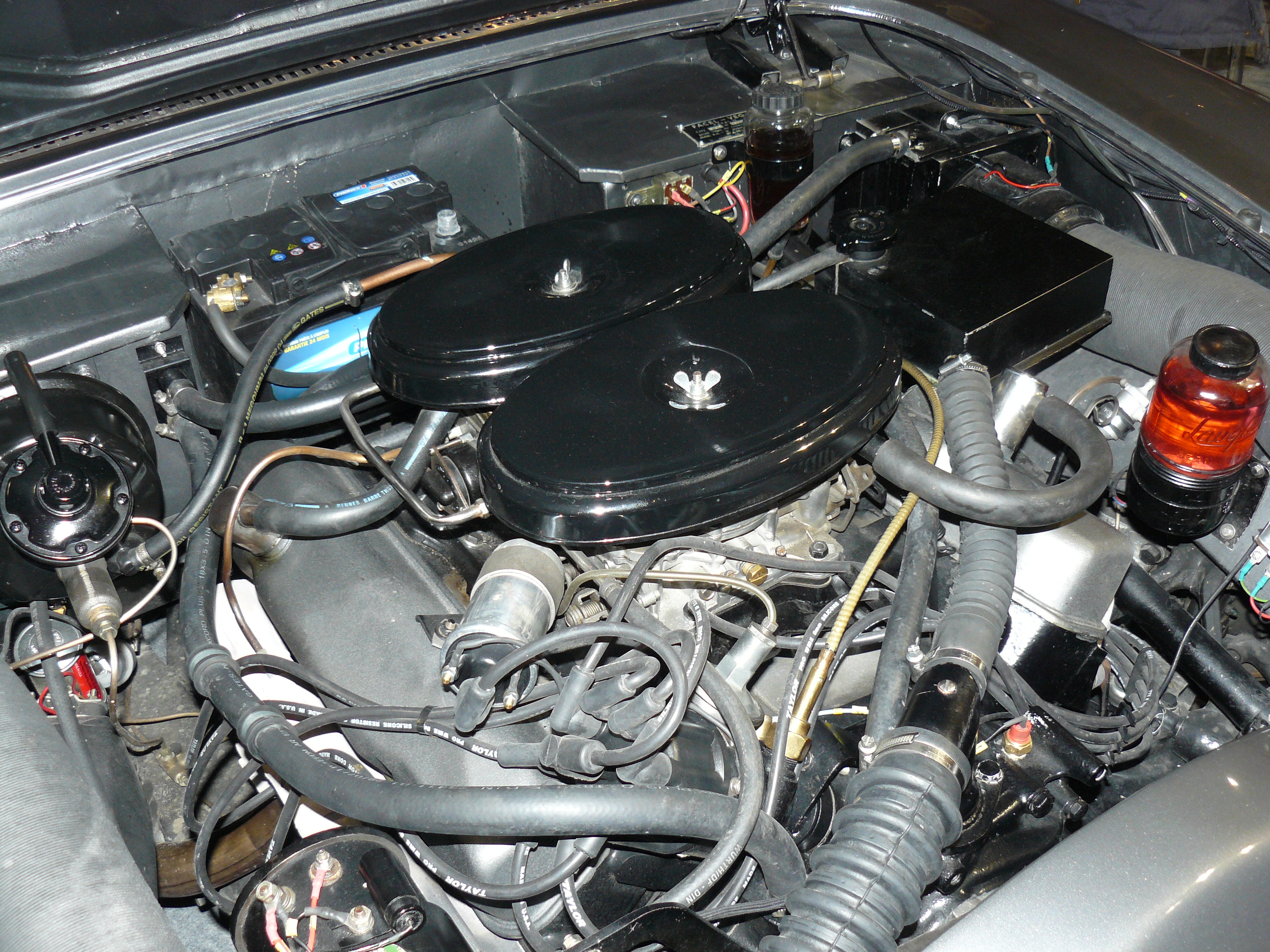
Der V8-Motor eines Facel II (1962)

Der Wagen ist mit einem Chrysler-V8-Motor mit 6286 cm² Hubraum ausgestattet, der in Verbindung mit einem Handschaltgetriebe 390 PS (287 kW) Leistung und mit dem Automatikgetriebe 355 PS (261 kW) Leistung entwickelt. 
Die Fahrleistungen waren seinerzeit außergewöhnlich; der mit der Getriebeautomatik Chrysler TorqueFlite ausgestattete Wagen schaffte eine Höchstgeschwindigkeit von 225 km/h, der mit dem Handschaltgetriebe von der Société Pont-à-Mousson ausgestattete eine Höchstgeschwindigkeit von 245 km/h. Gegen Ende des Produktionszeitraums erhielten einige Exemplare den größeren Chrysler-V8-Motor mit 6768 cm³ Hubraum und einer Leistung von über 400 PS (294 kW).
Die Räder waren vorn einzeln an doppelten Dreieckslenkern aufgehängt, hinten gab es eine Starrachse an Blattfedern. Die Bremsanlage hatte Dunlop-Scheibenbremsen an allen vier Rädern (308 mm Durchmesser vorne und 295 mm Durchmesser hinten) und einen Bremskraftverstärker. Auf Wunsch gab es auch eine Servolenkung wie im Excellence, getönte Scheiben und Klimaanlage, sowie das Radio PO-OM-GO-FM mit elektrisch betätigter Teleskopantenne.

## Produktion und bekannte Besitzer
Der Wagen war damals sehr teuer und entstand bis zur Einstellung der Produktion 1964 in 184 Exemplaren (vgl. auch Facel III und Facel 6). Auch für den Facel II war die französische Luxussteuer zu bezahlen, ebenso wie für die Produkte der französischen Luxusmarken Bugatti und Delahaye. Dies war ein wesentlicher Nachteil gegenüber den ausländischen Wettbewerbern, wie dem Ferrari 250 GT, dem Iso Rivolta, dem Jensen C-V8, dem Aston Martin DB4, dem Bristol 408 oder den Modellen aus dem Hause Maserati.
Einige bekannte Besitzer eines Facel II waren Lionel Bart, Ringo Starr, Mohammad Reza Pahlavi, Norodom Sihanouk, Tony Curtis und Charlie Drake.